# M'Chedallah
M'Chedallah (în arabă مشدا الله) este o comună din provincia Bouira, Algeria.
Populația comunei este de 24.406 locuitori (2008).